# Russell McCormmach
Russell Keith McCormmach (né le 9 octobre 1933) est un historien américain de la physique.

## Formation et carrière
McCormmach a grandi à Walla Walla, dans l'État de Washington. Il a étudié la physique à l'université d'État de Washington avec une licence en 1955. En tant que boursier Rhodes, il a étudié la politique, la philosophie et l'économie à l'université d'Oxford avec une licence en 1959. Il a ensuite travaillé comme ingénieur en électronique aux Laboratoires Bell. En 1967, il a obtenu un doctorat en histoire des sciences du Case Institute of Technology sous la direction de Martin J. Klein. McCormmach était alors professeur d'histoire des sciences à l'université de Pennsylvanie et à l'université Johns-Hopkins (jusqu'en 1983), puis à l'université de l'Oregon. Il est professeur émérite. 

## Travaux
McCormmach a étudié l'histoire de la physique allemande aux 19e et 20e siècles. Son roman « Night Thoughts of a Classical Physicist (en) » (Pensées nocturnes d'un physicien classique) est constitué des réminiscences fictives d'un professeur de physique allemand âgé, Viktor Jacob, qui réfléchit aux développements révolutionnaires (théorie de la relativité, théorie quantique et physique atomique) de la physique au début du 20e siècle. Le personnage de fiction Viktor Jacob est en partie basé sur Paul Drude (qui s'est suicidé en 1906). Dans le roman, Viktor Jacob se souvient Paul Drude comme d'un ami. 
Avec son épouse Christa Jungnickel, Russell McCormmach a co-écrit une biographie de Henry Cavendish. Sa biographie du naturaliste anglais du XVIIIe siècle, John Michell, a été publiée en 2012.

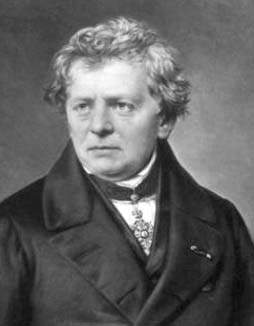
Georg Ohm (1789-1854).

Leur histoire de la physique théorique allemande au 19e et au début du 20e siècle est publiée dans leurs livres Theoretical Physics from Ohm to Einstein; Volume I: The Torch of Mathematics, 1800-1870; Volume II: The Now Mighty Theoretical Physics, 1870-1925 parus en 1986, dans lesquels ils dressent un panorama de l'histoire de la physique théorique allemande. En croisant les aspects sociaux, intellectuels et institutionnels, ils montrent le travail de ces chercheurs qui ont cherché à maîtriser inettectuellement la nature au début du XIXe siècle.
Le premier volume brosse un portrait de la physique en Allemagne à cette période et décrit la réception par les physiciens allemands des avancées mathématiques et expérimentales en provenance de l'étranger. Jungnickel et McCormmach suivent Georg Ohm, Wilhelm Eduard Weber, Franz Ernst Neumann et d'autres explorer de nouvelles possibilités pour la physique, intégrer la physique mathématique, s'organiser en sociétes savantes et en revues scientifiques et faire avancer leur discipline pour donner à la physique théorique, leur fleuron, sa forme quasi-actuelle, et ce, avant la fin du XIXe siècle.
Le second volume étudie les développements permis par cette fondation rigoureuse,,.

## Prix et distinctions
McCormmach a reçu en 1987 le prix Pfizer de l’History of Science Society, conjointement avec Christa Jungnickel, pour leur ouvrage Intellectual Mastery of Nature: Theoretical Physics from Ohm to Einstein; Volume I: The Torch of Mathematics, 1800-1870; Volume II: The Now Mighty Theoretical Physics, 1870-1925 (Chicago: University of Chicago Press, 1986),,,.
Il a également reçu le prix John Frederick Lewis de la Société américaine de philosophie et, en 2010, le prix Abraham Pais pour l'histoire de la physique de la Société américaine de physique.
En 1969, il fonde la revue Historical Studies in the Physical Sciences (Études historiques des sciences physiques), qui porte désormais le nom d'Historical Studies in the Natural Sciences (en), dont il est le rédacteur en chef pendant ses dix premières années. 

## Sélection de publications
- Night Thoughts of a Classical Physicist (en). Harvard University Press 1982  (ISBN 978-0674624603).
- avec Christa Jungnickel: Intellectual Mastery of Nature: Theoretical Physics from Ohm to Einstein. 2 vols., University of Chicago Press 1986, 1990  (ISBN 978-0226415857). 
  - vol. I The torch of mathematics 1800-1870[6] ;
  - vol. II The now mighty theoretical physics 1870-1925[5].
- Christa Jungnickel et Russell McCormmach, Cavendish, American Philosophical Society, 1er janvier 1996, 414 p. (ISBN 978-0-87169-220-7, lire en ligne).
- avec Christa Jungnickel : Cavendish - the Experimental Life lire en ligne, Bucknell University Press 1999,  (ISBN 978-0838754450)
- Speculative Truth: Henry Cavendish, Natural Philosophy, and the Rise of Modern Theoretical Science lire en ligne . Oxford University Press 2004,  (ISBN 978-0195160048)
- [McCormmach 2012] (en) Russell McCormmach, Weighing the World : the Reverend John Michell of Thornhill [« Peser le Monde : le révérend Jonh Michell de Thornhill »], Dordrecht, Heidelberg et Londres, Springer, coll. « Archimedes : New Studies in the History and Philosophy of Science and Technology » (no 28), 2012, 1re éd., 1 vol., XVI-488, 25 cm (ISBN 978-94-007-2021-3, 94-007-2021-1 et 94-0072022-X, OCLC 819273236, SUDOC 163522030, présentation en ligne, lire en ligne).
- Russell McCormmach, The Personality of Henry Cavendish : a Great Scientist with Extraordinary Peculiarities, vol. 36, Londres, Springer Science & Business Media, 2014 (lire en ligne)[7]